# Милянич, Милян
Ми́лян Ми́лянич (серб. Миљан Миљанић / Miljan Miljanić; 4 мая 1930, Битоль, Вардарская бановина — 13 января 2012, Белград) — югославский футбольный тренер и функционер.

## Карьера
Милян Милянич родился 4 мая 1930 года в городе Битоль, позже переименованном в Битола в семье сербских выходцев из черногорского клана Баняни, проживавшего в городе Никшич.
Свою тренерскую карьеру Милянич начал в составе сборной Югославии в 1965 году, где он работал в связке с группой, состоявшей из 4-х тренеров, а через год сборной управляли три человека, включая Милянича. В 1966 году Милянич возглавил лидера югославского футбола, клуб «Црвена звезда». И с этой командой он выиграл 4 чемпионата Югославии, три Кубка Югославии, а в 1968 году клуб под его руководством выиграл Кубок Митропы. Ещё будучи тренером «Црвены звезды», Милянич в 1973 году вновь возглавил сборную Югославии, чтобы вывести её на чемпионат мира, сначала в группе из 5-ти специалистов, а затем единолично в финальной части турнира, которая откровенно не удалась команде Милянича — 3 поражения в 3-х матчах.
После чемпионата мира Милянич ушёл и из сборной, и из «Црвены звезды», уехав в Испанию, где возглавил клуб «Реал Мадрид». С мадридской командой Милянич в первый же сезон сделал «дубль», выиграв чемпионат и Кубок Испании, а через год одержав вторую победу в Примере. Сезон 1976—1977 откровенно не удался «Королевскому клубу», занявшему лишь 9-е место, а сам Милянич был уволен ещё по ходу сезона.
В 1979 году Милянич вновь возглавил сборную Югославии, которая не смогла пробиться в финальный турнир чемпионата Европы. Милянич вывел югославов на чемпионат мира, заняв в отборочном турнире первое место, опередив Италию, но в финальной части соревнования опять Милянича ждала неудача — третье место в группе и одно очко, завоёванное в нулевой ничьей с Северной Ирландией. После турнира Милянич вновь уехал в Испанию, где год руководил клубом «Валенсия».
После этого Милянич вернулся на родину и с 1993 года руководил Футбольной Ассоциацией Югославии, оставив должность лишь в 2001 году. До последних дней своей жизни оставался почётным членом Федерации футбола Сербии. В 2002 году удостоен ордена ФИФА «За заслуги», наивысшей награды ФИФА, за весомый вклад в развитие футбола. Скончался 13 января 2012 года в Белграде.

## Достижения
- Чемпион Югославии: 1968, 1969, 1970, 1973
- Обладатель Кубка Югославии: 1968, 1970, 1971
- Обладатель Кубка Митропы: 1968
- Чемпион Испании: 1975, 1976
- Обладатель Кубка Испании: 1975
- Орден «За заслуги в футболе Бывшей Югославии»: 13 декабря 2005 года[4]